# Eunice martensi
Eunice martensi är en ringmaskart som beskrevs av Grube 1878. Eunice martensi ingår i släktet Eunice och familjen Eunicidae. Inga underarter finns listade i Catalogue of Life.